# Château de Tegel
Le château de Tegel (également appelé château de Humboldt) est situé à Berlin dans le quartier de Tegel. Le château est aujourd’hui habité par des descendants indirects des Humboldt.

## Histoire
Le château est à l’origine une villa Renaissance bâtie en 1558. À la demande du Grand électeur Frédéric-Guillaume Ier de Brandebourg elle est remaniée pour devenir un pavillon de chasse. En 1766 le pavillon devient la propriété de la famille von Humboldt. Alexander von Humboldt et Wilhelm von Humboldt y vécurent plusieurs années. Ce dernier en devient propriétaire à la mort de sa mère en 1797. Il fait ensuite remanier le pavillon en style classique par l’architecte Karl Friedrich Schinkel entre 1820 et 1824.
Le manoir présente quatre tours d'angle ornées de reliefs de Rauch inspirées des huit divinités de la Tour des Vents d'Athènes.
Schinkel a conçu également les appartements du château en préservant l'harmonie classique de l'ensemble : la majeure partie du mobilier de l'époque était des pièces de collection que Wilhelm von Humboldt ramena de son séjour à Rome. 
Dans le parc se trouve la tombe de la famille Humboldt, également réalisée par Schinkel, dans laquelle sont enterrés entre autres Alexandre et Wilhelm. 
Tout le domaine devient monument historique en 1983.

## La clinique psychanalytique (1926-1931)
De 1926 à 1931, une clinique psychanalytique fut installée dans le château, grâce à un accord entre le propriétaire et conseiller d'État Reinhold von Heinz et le psychanalyste Ernst Simmel. Cet accord prévoit notamment « un lieu de soin avec des logements pour médecins, un jardin d'agrément et un parc... aux fins d'utilisation en tant que sanatorium […] ».

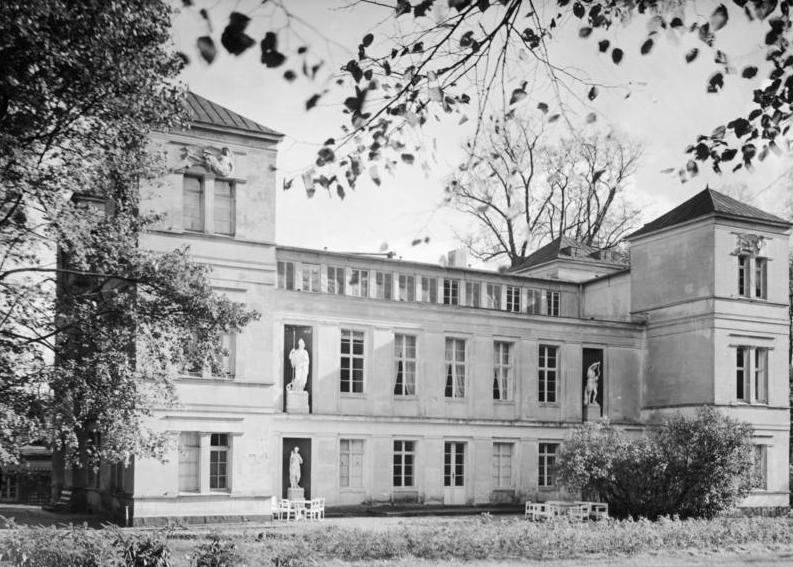
Parc en 1931
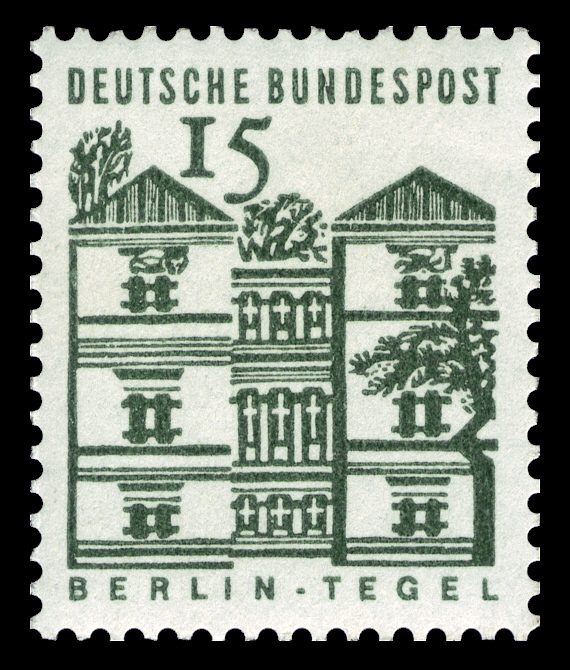
Timbre allemand (1965)
Timbre allemand (1969)